# 萩ラジオ中継放送所
萩ラジオ中継放送所（はぎラジオちゅうけいほうそうしょ）は、山口県萩市にある中波放送の中継局である。尚、正式な局名は、NHKで「萩ラジオ中継放送所」、KRYで｢萩ラジオ送信所｣であるが、本項では、便宜上、NHK山口放送局の｢萩ラジオ中継放送所｣と山口放送の｢萩ラジオ送信所｣の2つを｢萩ラジオ中継放送所｣として記述する。

## 概要
NHK山口放送局と山口放送の中波放送中継局が、それぞれ置かれている。
NHK萩第1放送の呼出符号はJOUQ、第2放送はJOUZであったが、1967年11月1日に廃止された。なお、｢JOUQ｣と｢JOUZ｣は、1982年11月1日にNHK下関第1放送・第2放送に付与されたが、2002年に廃止された。

## 中継局概要
| 放送局名             | コールサイン | 周波数  | 空中線電力 | 放送対象地域 | 放送区域内世帯数 | 開局日         |
| NHK山口ラジオ第1放送 | （JOUQ）     | 963kHz  | 1kW        | 山口県       | 約4万5千世帯     | 1942年1月      |
| NHK山口ラジオ第2放送 | （JOUZ）     | 1125kHz | 1kW        | 全国放送     | 約4万5千世帯     | 1952年5月      |
| KRY山口放送          | JOPL         | 1485kHz | 1kW        | 山口県       | 約-世帯          | 1957年10月15日 |

### 中継局所在地
- NHK…萩市椿東鶴江台香川津

1942年に開局した時には土原地区にあったが、1946年に呉服町「香雪園」内に移転設置され、2014年まで稼働した。元々藤田伝三郎の旧宅があった場所で、庭園「香雪園」として萩市に管理が寄託されていたところ、市がその一角をNHKに貸与し中継所が立てられたものであった。市事業により庭園の復元が行われることになり、萩市椿東に中継局の移設が行われた。
現在の中継局は2014年7月から稼働しており、旧中継局は廃止・撤去され、香雪園は庭園として再整備された。
- KRY…萩市椿東字無田ヶ原の2-2970